# Руске романсе и народне песме
Списак руских романси и народних песама чији су се преводи/препеви одомаћили у српском народу :

## Списак
- Ако се некада вратиш
- Бели багрем
- Болујем ја, болујеш ти
- Вечерњи звон
- Волело се двоје младих
- Да смо се раније срели
- Дај руку, друже
- Дан и ноћ (Само једном)
- Две гитаре
- Две крваве руже
- Динг, динг, динг
- Довиђења, друже, довиђења
- Живот је леп
- За ким сад вапај тај
- Зашто те толико волим
- Звоне прапорци
- Златан прстен
- Ивушка
- Ја се опраштам, Цигани, са вама
- Ја хоћу да волим, па и да патим
- Још ову ноћ
- Кад дође крај
- Каћуша
- Кол'ко среће, кол'ко боли
- Копао сам дубок зденац
- Кочијаш са Волге
- Мимоза
- Не јурите коњи у кас
- Пијмо
- Подмосковске вечери
- Плакат' због тебе нећу
- Рјабинушка
- Сад знанци смо само (Без бола, без туге)
- Сажаљења ми дај
- Севастопољски валс
- Соња
- Стјенка Разин
- Тамно-вишњеве боје шал
- Те твоје очи зелене
- Тешко ми је заборавит' тебе
- Тиха ноћ
- То су били дани
- Тројка
- Ублажи немир мој
- Усамљена хармоника
- Хајд' друже, хајд' брже
- Хајде, тројка
- Хризантеме
- Цветала калина
- Циганка сам мала
- Цигански табор
- Црвен сарафан
- Црне очи
- Чему патње
- Шарабан